# Väinö Ikonen
Väinö Vilhelm Johannes Ikonen (ur. 5 października 1895, zm. 10 lutego 1954) – fiński zapaśnik. Brązowy medalista olimpijski z Paryża 1924. Walczył wadze koguciej.
Złoty medalista mistrzostw świata w 1921. Triumfator mistrzostw nordyckich w 1920 i 1921 roku. Mistrz kraju w stylu klasycznym w 1922; drugi w 1921; trzeci w 1928. Wygrał zawody w stylu wolnym w 1924 roku.

## Letnie Igrzyska Olimpijskie 1924
| Konkurencja           | Rundy eliminacyjne     | Rundy eliminacyjne    | Rundy eliminacyjne     | Rundy eliminacyjne     | Rundy eliminacyjne     | Rundy eliminacyjne     | Klas. końcowa |
| Konkurencja           | Przeciwnik I           | Przeciwnik II         | Przeciwnik III         | Przeciwnik IV          | Przeciwnik V           | Przeciwnik VI          | Miejsce       |
| --------------------- | ---------------------- | --------------------- | ---------------------- | ---------------------- | ---------------------- | ---------------------- | ------------- |
| 58 kg styl klasyczny. | Giovanni Gozzi (ITA) Z | Eduard Pütsep (EST) P | Anton Koolmann (EST) Z | Sven Martinsen (NOR) Z | Ragnvald Olsen (NOR) Z | Anselm Ahlfors (FIN) P | 3.            |